# Wilhelm Schröter
Wilhelm Schröter, genannt Winterschröter, auch Wilhelm Schroeter (* 24. Februar 1849 in Dessau; † 14. Januar 1904 in Karlsruhe), war ein deutscher Landschaftsmaler der Düsseldorfer Schule.

## Leben
Seine erste künstlerische Ausbildung erhielt Schröter an der Kunstakademie Düsseldorf. Dort besuchte er in den Jahren 1867/1868 die Landschafterklasse von Oswald Achenbach. Dann wechselte er bis 1871 auf die Großherzoglich Badische Kunstschule Karlsruhe, wo er bei Carl Friedrich Lessing und Hans Fredrik Gude studierte. 1871 kehrte er nach Düsseldorf zurück, ließ sich dort als freischaffender Maler nieder und spezialisierte sich auf die Darstellung von Winterlandschaften, welche ihm den Beinamen Winterschröter eintrugen. Die Jahre 1886 bis 1888 verbrachte Schröter in den Vereinigten Staaten, wo er im Auftrag von William Wehners American Panorama Company (später Lohr and Heine Panorama Company) in Milwaukee, Wisconsin, an der Herstellung von Cycloramen beteiligt war. Mit zwanzig anderen Malern, darunter Otto von Ernst, Friedrich Wilhelm Heine, August Lohr, Bernhard Schneider, Gustav Wendling und Paul Wilhelmi, schuf er auf Großleinwänden die Panoramen Storming of Missionary Ridge/Battle of Chattanooga, Battle of Atlanta und Jerusalem on the Day of the Crucifixion. Danach kehrte er nach Deutschland zurück, um in den Jahren 1889/1890 das Malereistudium in Karlsruhe aufzugreifen. In späterer Zeit wurde an der Großherzoglich Badischen Kunstschule Professor für Malerei. Wie auch seine Frau Elisabeth († 1947) sowie seine Söhne Hans († 1962) und Erik Wilhelm († 1972, ebenfalls Maler) wurde er auf dem Hauptfriedhof Karlsruhe bestattet.

## Werke (Auswahl)
- Jäger im Winterwald, 1879
- Winterlandschaft, 1882

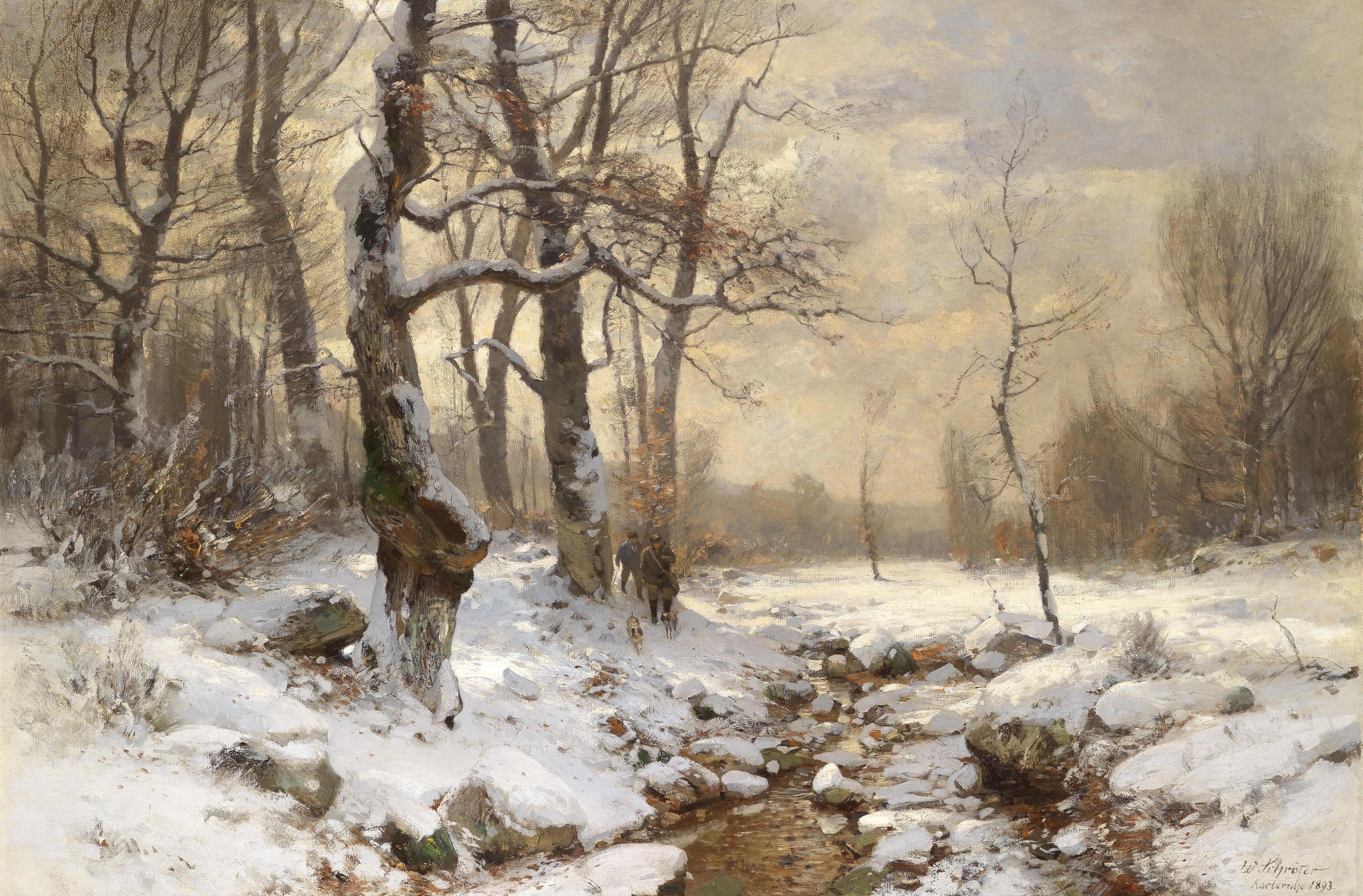
Jäger im Winterwald, 1893

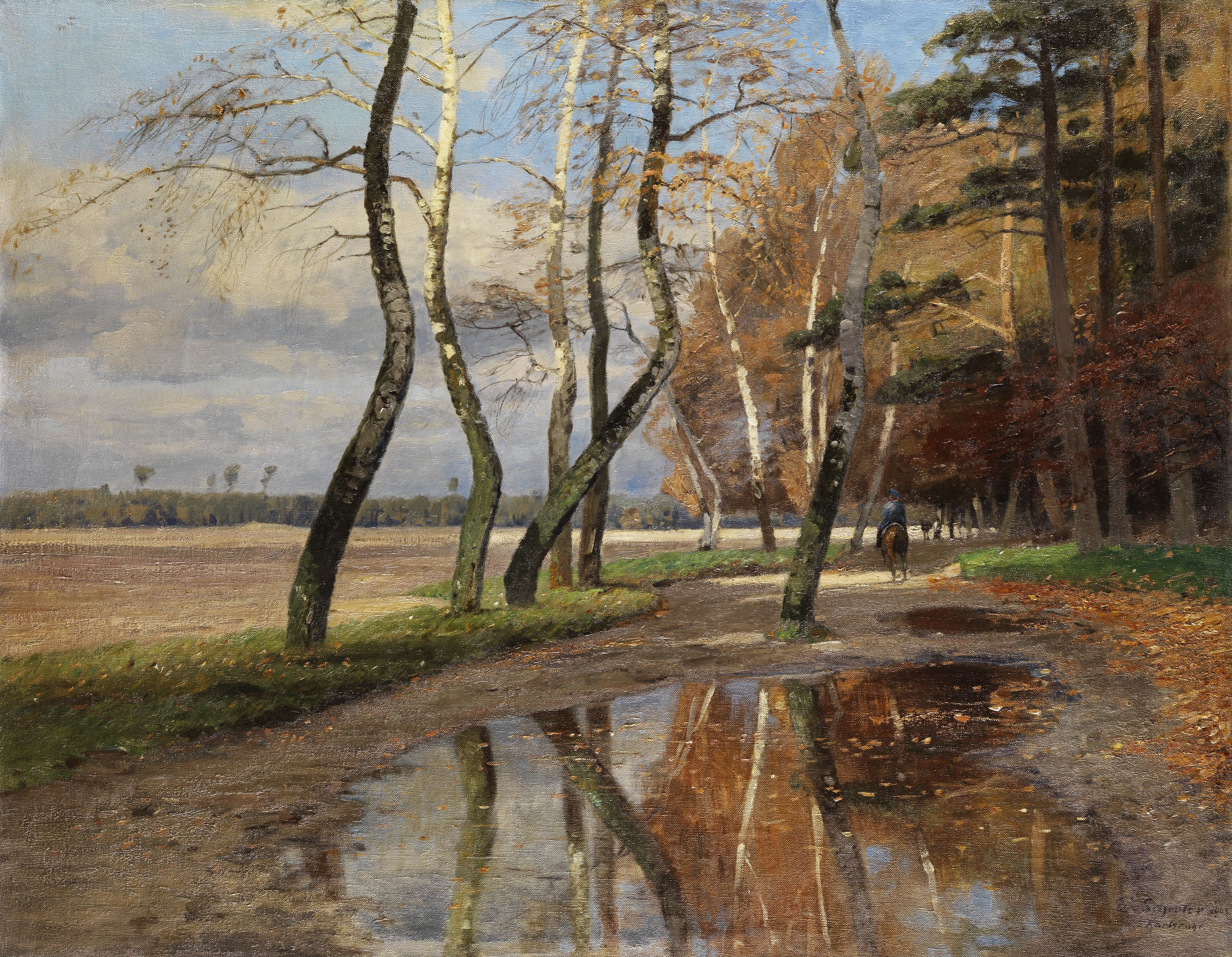
Reiter unter herbstlichen Bäumen am Waldrand, 1903

- Frühlingsmorgen im Schwarzwald, 1892
- Badische Landschaft im Frühnebel, 1892
- Jäger im Winterwald, 1893
- Winterlandschaft, 1893
- Ostsee im Winter, 1894
- Bächlein im Winterwald, 1899
- Reiter unter herbstlichen Bäumen am Waldrand, 1903